# 霍泉
霍泉又名广胜寺泉，位于山西省洪洞县东北15km广胜寺镇的霍山山麓，广胜下寺和水神庙前，属于黄河支流汾河水系。多年平均流量为3.91立方米/秒。
霍泉自唐代开始用于农业灌溉，浇灌周边的洪洞县与赵城县两县的农田。两县为争夺水源，数百年间争讼、械斗不断。清雍正三年(1725年)平阳知府刘登庸主持三七分水，赵城七分，洪洞三分，并建分水亭。